# Elecciones al Senado de Argentina de 1862
Las Elecciones al Senado de la Nación Argentina de 1862 fueron realizadas a lo largo del mencionado año por las Legislaturas de las respectivas provincias para elegir las 28 bancas del Senado de la Nación. Fueron las primeras elecciones después de la disolución del Congreso el 12 de diciembre de 1861 y la unificación del Estado de Buenos Aires y la Confederación Argentina luego de la Batalla de Pavón.

## Electos
| Provincia           | Senador electo                | Mandato                                  |
| ------------------- | ----------------------------- | ---------------------------------------- |
| Buenos Aires        | Valentín Alsina               | 24 de mayo de 1862 - 30 de abril de 1868 |
| Buenos Aires        | Rufino de Elizalde            | 24 de mayo de 1862 - 30 de abril de 1865 |
| Catamarca           | Ángel Navarro                 | 24 de mayo de 1862 - 30 de abril de 1871 |
| Catamarca           | Gregorio Moreno               | 24 de mayo de 1862 - 30 de abril de 1865 |
| Córdoba             | Dalmacio Vélez Sarsfield      | 24 de mayo de 1862 - 30 de abril de 1865 |
| Córdoba             | Martín Piñero                 | 24 de mayo de 1862 - 30 de abril de 1871 |
| Corrientes          | Juan Madariaga                | 24 de mayo de 1862 - 30 de abril de 1868 |
| Corrientes          | Pedro Ferré                   | 24 de mayo de 1862 - 30 de abril de 1871 |
| Entre Ríos          | Salvador María del Carril     | 24 de mayo de 1862 - 30 de abril de 1871 |
| Entre Ríos          | Benjamín Victorica            | 24 de mayo de 1862 - 30 de abril de 1871 |
| Jujuy               | José Benito de la Bárcena     | 24 de mayo de 1862 - 30 de abril de 1868 |
| Jujuy               | Plácido Sánchez de Bustamante | 24 de mayo de 1862 - 30 de abril de 1868 |
| La Rioja            | Guillermo Dávila              | 24 de mayo de 1862 - 30 de abril de 1871 |
| La Rioja            | Abel Bazán                    | 24 de mayo de 1862 - 30 de abril de 1871 |
| Mendoza             | Francisco de Borja Correa     | 24 de mayo de 1862 - 30 de abril de 1868 |
| Mendoza             | Juan Palma                    | 24 de mayo de 1862 - 30 de abril de 1865 |
| Salta               | Pedro Uriburu                 | 24 de mayo de 1862 - 30 de abril de 1871 |
| Salta               | Anselmo Rojo                  | 24 de mayo de 1862 - 30 de abril de 1871 |
| San Juan            | Guillermo Rawson              | 24 de mayo de 1862 - 30 de abril de 1871 |
| San Juan            | Manuel José Gómez Rufino      | 24 de mayo de 1862 - 30 de abril de 1868 |
| San Luis            | Justo Daract                  | 24 de mayo de 1862 - 30 de abril de 1865 |
| San Luis            | Mauricio Daract               | 24 de mayo de 1862 - 30 de abril de 1865 |
| Santa Fe            | José María Cullen             | 24 de mayo de 1862 - 30 de abril de 1865 |
| Santa Fe            | Lucas González                | 24 de mayo de 1862 - 30 de abril de 1868 |
| Santiago del Estero | Juan Francisco Borges (h)     | 24 de mayo de 1862 - 30 de abril de 1868 |
| Santiago del Estero | Pedro Gallo                   | 24 de mayo de 1862 - 30 de abril de 1865 |
| Tucumán             | Agustín Justo de la Vega      | 24 de mayo de 1862 - 30 de abril de 1868 |
| Tucumán             | Marcos Paz                    | 24 de mayo de 1862 - 30 de abril de 1865 |

1. ↑  Renunció el 13 de octubre de 1863, lo reemplaza Félix Frías el 30 de abril de 1863.
2. ↑  Renunció el 13 de octubre de 1862, lo reemplaza Mariano Fragueiro el 30 de abril de 1863.
3. ↑  Falleció el 21 de enero de 1867, lo reemplaza José Ramón Vidal el 28 de mayo de 1868.
4. ↑  Renunció el 20 de octubre de 1862, lo reemplaza Ángel Elías el 3 de mayo de 1863.
5. ↑  Renunció el 16 de julio de 1863, lo reemplaza Eusebio Blanco el 21 de mayo de 1864.
6. ↑  Falleció el 20 de marzo de 1869, lo reemplaza José Manuel Arias el 13 de mayo de 1869.
7. ↑  Renunció el 13 de octubre de 1862, lo reemplaza Saturnino Laspiur el 2 de junio de 1863. Saturnino Laspiur renunció el 25 de septiembre de 1863, lo reemplaza Tadeo Rojo el 12 de mayo de 1864.
8. ↑  Renunció el 29 de febrero de 1864, lo reemplaza Gerónimo del Barco el 18 de junio de 1864.
9. ↑  Renunció el 26 de junio de 1863, lo reemplaza José María del Campo el 30 de abril de 1864.
10. ↑  Renunció el 11 de octubre de 1862, lo reemplaza Benjamín Villafañe el 16 de mayo de 1863.

### Senadores suplentes
| Provincia | Senador                  | Mandato                                   |
| --------- | ------------------------ | ----------------------------------------- |
| Tucumán   | José Posse               | 3 de mayo de 1863 - 30 de abril de 1865   |
| La Rioja  | José Benjamín de la Vega | 30 de mayo de 1863 - 30 de abril de 1866  |
| Mendoza   | Francisco Delgado        | 26 de julio de 1862 - 30 de abril de 1865 |
| San Luis  | Cecilio Lucero           | 30 de abril de 1863 - 30 de abril de 1866 |